# Cremă BB

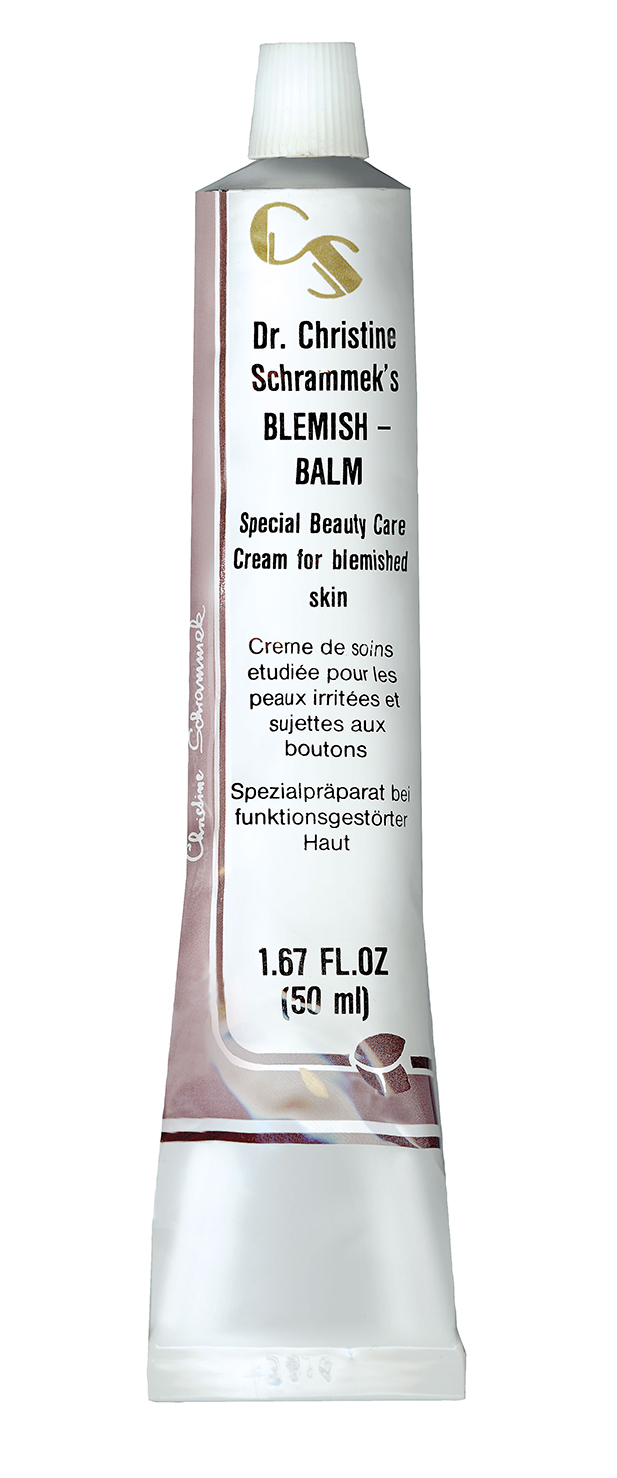
Crema BB creată de Christine Schrammek în anii 1960

Crema BB (BB înseamnă blemish balm (balsam împotriva defectelor), pe piețele din vest este vândut sub numele de balsam al frumuseții). Este un produs cosmetic vândut în principal pe piețele asiatice, deși majoritatea mărcilor de frumusețe mai mari, au introdus cremele BB pe piețele occidentale. Există și crema CC sau Crema Corector Culoare. O cremă CC are toate avantajele unei creme BB, dar cu caracteristica specifică de a îmbunătăți zonele decolorate ale pielii.